# Bohumír Šmeral

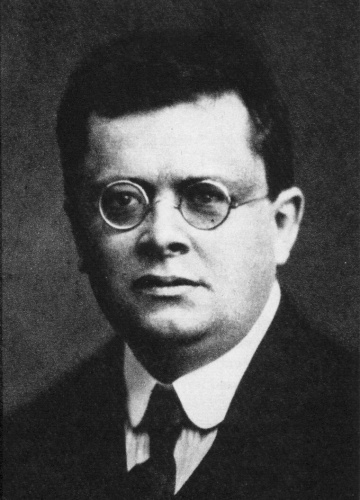
Bohumír Šmeral

Bohumír Šmeral (* 25. Oktober 1880 in Třebíč, Österreich-Ungarn; † 8. Mai 1941 in Moskau) war ein tschechischer Politiker, Journalist und Publizist. Er war Parteivorsitzender der Tschechischen Sozialdemokratischen Partei, Mitbegründer der Kommunistischen Partei der Tschechoslowakei und Mitglied des Exekutivkomitees der Kommunistischen Internationale.

## Leben

### Kindheit und Jugend
Šmeral entstammte der Familie eines Lehrers. Schon während seiner Schulzeit am Gymnasium engagierte sich Šmeral in der Sozialdemokratischen Partei und trat dem sozialdemokratischen Verein Pokrok (Fortschritt) bei. 1898 begann er mit dem Jurastudium an der Karls-Ferdinands-Universität in Prag und promovierte am 27. September 1904. Seit 1899 arbeitete er als Redakteur der Zeitung Práva lidu (Rechte des Volkes). Er war ein überzeugter Marxist. Seine Vision eines sozialistischen Staates beruhte auf einer Existenz der parlamentarischen Demokratie. 1903 bis 1904 trat er neben Arbeiterführern als Redner auf Arbeiterversammlungen auf und publizierte einige politische Werke.

### Politischer Werdegang
Seine Zähigkeit, sein hoher Intellekt, seine Opferbereitschaft und Disziplin führten schließlich dazu, dass er im August 1909 in das Exekutivkomitee der Partei und 1911 zum Abgeordneten des Österreichen Reichsrates gewählt wurde. Dort wurde er zum Verhandlungsführer des Abgeordnetenklubs ernannt und hatte damit auch in der Redaktion der Práva lidu entscheidenden Einfluss.
Zu Beginn des Ersten Weltkrieges zählte er zu den fähigsten Politikern der tschechischen Sozialdemokratie, deren Hirn und Führer er war, so sein Biograf Jan Galandauer. Zu dieser Zeit übernahm er auch nach Antonín Němec offiziell die Parteiführung und leitete als Chefredakteur die Práva lidu. 1916 erfolgte die Ernennung zum zweiten Vorsitzenden der Gesamtorganisation tschechischer Abgeordneter im Reichsrat. Bis Ende des Ersten Weltkrieges trat er für die Beibehaltung der Österreichisch-Ungarischen Monarchie und gegen die Errichtung der Tschechoslowakei ein, da er ein Gegner der Kleinstaaterei war. Dafür wurde er auch in der eigenen Partei, vor allem von Gustav Habrman, František Soukup, František Tomášek, Rudolf Bechyně und weiteren Vertretern der Masaryk-Politik, kritisiert.
Šmeral verzichtete daraufhin auf alle seine politischen Funktionen. Dies führte zu einem massiven Austritt zahlreicher Mitglieder, die zwar seinen Gedanken der Fortführung der Monarchie kritisch gegenüberstanden, aber seine Politik insgesamt befürworteten. Seine Sympathien für die Arbeiterbewegung brachten ihn schließlich zum Umdenken, und Šmeral vertrat nicht mehr das Gedankengut der bürgerlichen Politiker, sondern der arbeitenden Bevölkerung. Im September 1918 trat er der Sozialistischen Partei bei, einem Zusammenschluss aus Sozialdemokraten (ČSSD) und Sozialisten (CSSN). Nach der Gründung der Tschechoslowakei zog er sich gänzlich aus dem öffentlichen Leben zurück, verweigerte seine Teilnahme an der Revolutionären Nationalversammlung und die Mitarbeit in der Regierung.
Im Frühjahr 1920 besuchte er die Sowjetunion und nahm an Verhandlungen mit Lenin teil. Nach seiner Rückkehr trat er als Führungspersönlichkeit der marxistischen Linken auf. Im Mai 1921 beteiligte Šmeral sich aktiv an der Gründung der Kommunistischen Partei der Tschechoslowakei (KSČ). In der konstituierenden Sitzung trat er als Hauptredner auf, danach als führende Persönlichkeit der Bewegung. Šmeral selbst wurde von Vertretern der radikalen Linken, wie dem späteren Präsidenten Klement Gottwald, immer wieder wegen seiner politischen Einstellung kritisiert. Seit 1926 war Präsidiumsmitglied des Exekutivkomitees der Kommunistischen Internationale und verweilte regelmäßig in Moskau. Ende der 1920er Jahre arbeitete er ehrenamtlich für die Liga gegen Imperialismus, dort war er gemeinsam mit Virendranath Chattopadhyaya auch Betreuer der Berliner Liga zur Verteidigung der Negerrasse, mit der er sich aber wegen deren Finanzierung überwarf.
Ab Mitte der 1930er Jahre hielt er sich oft außerhalb der Tschechoslowakei auf. Im November 1938 ging Šmeral nach Moskau, von wo ihn Stalin als Parteiberater in die Mongolische Volksrepublik schickte. Über die während seiner Anwesenheit durchgeführten „politischen Säuberungen“ sagte er: „Die Menschen in der Mongolei sind nicht wichtig, das Land ist wichtig. Die  Mongolei ist größer als England, Frankreich und Deutschland zusammen.“ Zwischen 1937 und 1940 fielen in der Mongolei dem kommunistischen Terror geschätzte 30.000 Menschen zum Opfer.
Bohumír Šmeral starb am 8. Mai 1941 in Moskau.

## Ehrung
Die frühere Gießerei und Maschinenfabrik Ignác Storek Brno, Tschechische Republik, wo 1918 die erste Kaplan-Turbine entstand, wurde nach 1945 konfisziert und verstaatlicht. Sie hieß dann ab 1949 Spojené strojírny a slévárny Bohumíra Šmerala, n. p. und ab 1959 Šmeralovy závody und trägt heute den Namen Šmeral Brno a.s. Die im Stadtteil Bohunice nach Bohumír Šmeral benannte Brünner Straße Šmeralova wurde 1991 Pod nemocnicí umbenannt.

## Werke (Auswahl)
- Kdo jsou a co chtějí sociální demokraté [Wer die Sozialdemokraten sind und was sie wollen] (1906)
- Materálie k dějinám dělnického hnutí [Materialien zur Geschichte der Arbeiterbewegung] (1906)
- Pravda o sovětském Rusku [Die Wahrheit über Sowjet-Russland] (1920)